# 河池郡
河池郡，中国隋朝时设置的郡。
大业三年（607年），实行郡制，改凤州设置河池郡。治所在梁泉县（今陕西省凤县凤州镇）。下辖五县：梁泉县、河池县、思安县、两当县、同谷县。唐朝武德元年（618年），恢复河池郡为凤州。天宝元年（742年），实行郡制，再改凤州为河池郡，下辖四县：梁泉县、黄花县（今陕西省凤县红花铺镇）、两当县、河池县。乾元元年（758年），恢复州制，再改为凤州。
唐朝河池郡太守
- 李注（天宝年间）